# سیلون واسور
سیلون واسور (فرانسوی: Sylvain Vasseur‎؛ زادهٔ ۲۸ فوریهٔ ۱۹۴۶) دوچرخه‌سوار اهل فرانسه است.